# Rubén Duarte
Rubén Duarte Sánchez (Almería, 18 ottobre 1995) è un calciatore spagnolo, difensore del Pumas UNAM.

## Caratteristiche tecniche
È un terzino sinistro, abilissimo nell'uno contro uno e nel cross, avendo una buona proiezione offensiva.